# Придел

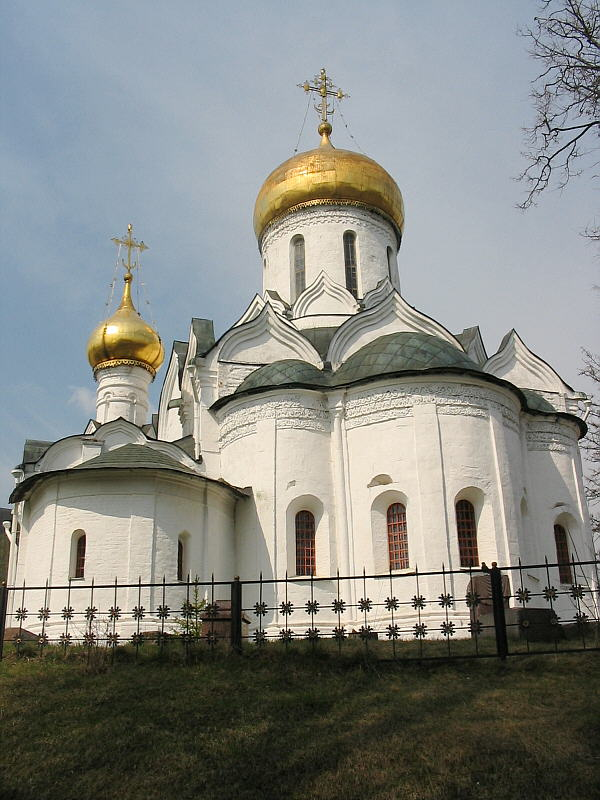
Южный придел во имя преподобного Саввы Сторожевского собора Рождества Богородицы Саввино-Сторожевского монастыря

Приде́л — пристройка к храму, специально выделенная часть основного здания (обычно с южной и/или северной стороны) для размещения дополнительного алтаря с престолом для богослужений.
Эти дополнительные приделы могут иметь различные формы и по-разному распределяться в пространстве храма, усложняя его структуру и иногда превращая его в целый комплекс.
Приделы, или пареклесии, или капеллы устраиваются, в частности, для установки в храме дополнительного престола (престолов), чтобы в один день в одном храме можно было совершать более одной литургии, так как в православной церкви принято совершать не более одной литургии в один день на одном престоле.
Малый придел, отделённый от главного храма стеною, назывался застенок.